# São Paulo Challenger de Tênis 2014
El São Paulo Challenger de Tênis 2014 fue un torneo de tenis profesional jugado en canchas de tierra batida. Se disputó la segunda edición del torneo que formó parte del circuito ATP Challenger Tour 2014. Se llevó a cabo en San Pablo, Brasil entre el 14 y el 20 de abril de 2014.

## Jugadores participantes del cuadro de individuales
| Favorito | País                 | Jugador             | Rank1 | Posición en el torneo |
| -------- | -------------------- | ------------------- | ----- | --------------------- |
| 1        | Bandera de Eslovenia | Blaž Rola           | 119   | FINAL                 |
| 2        | Bandera de Argentina | Guido Pella         | 125   | Cuartos de final      |
| 3        | Bandera de Argentina | Horacio Zeballos    | 126   | Cuartos de final      |
| 4        | Bandera de Argentina | Diego Schwartzman   | 128   | Segunda ronda         |
| 5        | Bandera de Brasil    | João Souza          | 140   | Cuartos de final      |
| 6        | Bandera de Brasil    | Rogerio Dutra Silva | 155   | CAMPEÓN               |
| 7        | Bandera de Argentina | Máximo González     | 158   | Cuartos de final      |
| 8        | Bandera de Portugal  | Gastão Elias        | 170   | Semifinales           |

| Posición en el torneo   |
| ----------------------- |
| Primera y segunda ronda |
| Cuartos de final        |
| Semifinales             |
| FINAL                   |
| CAMPEÓN                 |

- 1 Se ha tomado en cuenta el ranking del día 7 de abril de 2014.

### Otros participantes
Los siguientes jugadores recibieron una invitación (wild card), por lo tanto ingresan directamente al cuadro principal (WC):
- Bruno Sant'anna
- Flávio Saretta
- Pedro Sakamoto
- Tiago Fernandes

Los siguientes jugadores ingresan al cuadro principal tras disputar el cuadro clasificatorio (Q):
- Guillermo Durán
- Gabriel Alejandro Hidalgo
- Sherif Sabry
- Nikola Ćirić

## Jugadores participantes en el cuadro de dobles

### Cabezas de serie
| Favorito | País                 | Jugador         | País                 | Jugador          | Rank1 | Posición en el torneo |
| -------- | -------------------- | --------------- | -------------------- | ---------------- | ----- | --------------------- |
| 1        | Bandera de Uruguay   | Ariel Behar     | Bandera de Argentina | Horacio Zeballos | 246   | Cuartos de final      |
| 2        | Bandera de Brasil    | André Sá        | Bandera de Brasil    | João Souza       | 249   | Cuartos de final      |
| 3        | Bandera de Argentina | Máximo González | Bandera de Argentina | Andrés Molteni   | 282   | FINAL                 |
| 4        | Bandera de Venezuela | Roberto Maytín  | Bandera de Brasil    | Fernando Romboli | 369   | Cuartos de final      |

- 1 Se ha tomado en cuenta el ranking del día 7 de abril de 2014.

## Campeones

### Individual Masculino
- Rogério Dutra da Silva derrotó en la final a  Blaž Rola, 6–4, 6–2

### Dobles Masculino
- Guido Pella /  Diego Schwartzman derrotaron en la final a  Máximo González /  Andrés Molteni, 1-6, 6–3, [10-4]